# RogerEbert.com
RogerEbert.com — американский сайт кинокритики, который архивирует отзывы, написанные кинокритиком Роджером Эбертом для Chicago Sun-Times, а также делится отзывами и эссе других критиков. Сайт, подписанный Chicago Sun-Times, был запущен в 2002 году. Эберт тщательно отобрал писателей со всего мира, чтобы внести свой вклад в веб-сайт. После смерти Эберта в 2013 году сайт был перезапущен под руководством Ebert Digital — партнёрства, основанного между Эбертом, его женой Чез и другом Джошем Голденом.

## Предыстория
Через два месяца после смерти Эберта Чез Эберт наняла кино- и телекритика Мэтта Золлера Зейца в качестве главного редактора сайта, потому что его блог IndieWire PressPlay поделился несколькими участниками с RogerEbert.com, и потому что оба сайта продвигали контент друг друга.
Ноэль Мюррей из The Dissolve описал коллекцию отзывов Эберта на веб-сайте как «бесценный ресурс, как для получения некоторого перспективного взгляда на старые фильмы, так и для лучшего представления о том, кто такой Эберт». Мюррей сказал, что сайт включал в себя отзывы Эберта, которые редко обсуждались в разговоре, например, для фильмов «Девушки из «Челси»» и «Хорошие времена», снятые, когда Эберту было за двадцать. Р. Курт Осенлунд из Slant в 2013 году сказал, что другие участники (включая Зейца, Шейлу О’Мэлли и Оди Хендерсон) имели «много повествования от первого лица» в своей работе, как это сделал Эберт, добавив: «но есть и другие участники, такие как Игнатий Вишневецкий, которые не делают так много этого. Общее разнообразие делает сайт своего рода художественной группой».
RogerEbert.com регулярно проводит «Неделю женщин-писателей» в честь Месяца женской истории, в которой в течение всей недели был представлен контент от женщин-авторов. После президентских выборов в США 2016 года «Неделя женщин-писателей» в 2017 году была описана Observer как «откровенно политическая благодарность президенту Дональду Трампу». Чез Эберт сказала, что Марш женщин 2017 года помог мотивировать женщин-участников внести свой вклад в кино и политику.

## Года и списки
Роджер Эберт составил списки фильмов «лучших фильмов года» с 1967 по 2012 год. С тех пор, как Эберт умер, практика продолжается с 2014 года на его сайте. Основные участники делают метод Борда, где каждый критик выбириает фильмы, с десятью баллами за фильм, занявший первое место, и одним баллом за фильм, занявший десятое место. Результаты составляются, лучший фильм года основан на результатах опроса.
- 2014: «Побудь в моей шкуре»
- 2015: «Безумный Макс: Дорога ярости»
- 2016: «Лунный свет»
- 2017: «Леди Бёрд»
- 2018: «Рома»
- 2019: «Ирландец»
- 2020: Small Axe: Lovers Rock
- 2021: «Власть пса»
- 2022: «Банши Инишерина»
- 2023: «Убийцы цветочной луны»
- 2024: «Бруталист»